# Oolitella
Oolitella es un género de foraminífero bentónico de la Subfamilia Entolingulininae, de la Familia Glandulinidae, de la Superfamilia Polymorphinoidea, del Suborden Lagenina y del Orden Lagenida. Su especie-tipo es Oolitella irregularis. Su rango cronoestratigráfico abarca el Pleistoceno.

## Discusión
Clasificaciones previas incluían Oolitella en la Superfamilia Nodosarioidea.

## Clasificación
Oolitella incluye a las siguientes especies:
- Oolitella irregularis †
- Oolitella jurassica †